# Shallop Cove
Die Shallop Cove ist eine kleine Bucht an der Südküste Südgeorgiens. Sie bildet das Kopfende der Queen Maud Bay.
Der South Georgia Survey nahm zwischen 1951 und 1957 Vermessungen und die Benennung vor. Namensgeber sind dort 1956 bei den Vermessungen gefundene Überreste einer Schaluppe (englisch shallop).